# Chondrohierax uncinatus
Il nibbio beccouncinato (Chondrohierax uncinatus (Temminck, 1822)) è un rapace della famiglia degli Accipitridi originario delle Americhe.

## Descrizione
Il nibbio beccouncinato è un nibbio di medie dimensioni (38–51 cm di lunghezza e 215-397 g di peso), facilmente riconoscibile per il becco ricurvo di dimensioni variabili e caratterizzato da una testa pesante e rotonda simile a quella del piccione, ali e coda relativamente lunghe, e zampe brevi con piedi deboli. Specie polimorfica, si presenta sotto tre forme, grigia, marrone e scura:
- La forma grigia (costituita prevalentemente da esemplari di sesso maschile) presenta dorso color grigio-ardesia e testa più chiara, color grigio-blu; la coda, nerastra, ha l'estremità biancastra e una larga banda centrale grigia (una seconda banda, basale, è generalmente nascosta dalle piume del ventre); la regione ventrale è interamente grigia, di una tonalità più chiara di quella del dorso, e ricoperta da una serie di striature bianche e talvolta da altre strisce più sottili color grigio scuro o rossastro, ma in alcuni esemplari è quasi uniforme.
- La forma marrone (costituita prevalentemente da esemplari di sesso femminile) ha il dorso grigio-marrone scuro con vertice color grigio scuro o nero, guance grigie e rossastre, un collare rossastro e due bande grigie sulla coda color marrone scuro; la regione dorsale è interamente rossastra, più o meno listata da strisce bianco-crema.
- La forma scura è quasi completamente nero-ardesia, fatta eccezione per una o, più raramente, due larghe bande bianche o grigio-bianche sulla coda; alcuni esemplari presentano anche l'addome bianco[5].

Gli esemplari giovani non si discostano molto dagli adulti di fase marrone, ma presentano piume dal margine rossastro su dorso e ali, tre sottili bande marroni sulla coda, e collare e addome color bianco-crema; quest'ultimo è listato da strisce variabilmente distanziate ma sempre sottili di colore scuro o rossastro.
Gli occhi, marroni nei giovani, divengono bianchi negli adulti. Nell'adulto la cera e le redini possono essere gialli, verde brillante o verde-blu e il ramo inferiore del becco è giallo o biancastro, mentre nel giovane queste zone sono sempre gialle; sopra la cera è presente una piccola chiazza glabra giallo-arancio brillante nell'adulto e giallastra nel giovane; le zampe sono giallo-arancio nell'adulto e gialle nel giovane.

## Distribuzione e habitat
Il nibbio beccouncinato ha distribuzione prevalentemente neotropicale, solo parzialmente neartica. Il suo areale si estende dagli Stati Uniti meridionali (Texas) e dal Messico nord-occidentale (Sinaloa, Tamaulipas) verso sud, attraverso le pianure dell'America Centrale, fino al Sudamerica. A ovest delle Ande si spinge fino al Perù nord-occidentale, mentre a est della Cordigliera la specie è presente in tutta l'Amazzonia, fino a Perù centrale, Bolivia meridionale, Brasile meridionale e Argentina settentrionale. Una particolare sottospecie, C. u. mirus, è endemica di Grenada, un'isola delle Piccole Antille.
Presente in zone pianeggianti, meno comunemente a medie altitudini, si incontra in una vasta gamma di habitat forestali, tra cui foreste paludose, paludi di mangrovie, foreste-galleria, foreste di palme, foreste sempreverdi di montagna, piantagioni di caffè e foreste secondarie, e nelle aree semi-aperte nei pressi dei corsi d'acqua. Nel Messico settentrionale e nelle adiacenti zone del Texas, è presente nelle aride boscaglie spinose di acacia e nelle foreste decidue tropicali. Ogni tanto effettua delle planate, specialmente a metà mattinata, forse per funzioni territoriali o altre funzioni sociali, ma non per lunghi periodi. Il nibbio beccouncinato è generalmente sedentario e pigro, e trascorre gran parte del tempo appollaiato sui rami medi o addirittura inferiori degli alberi. Non è particolarmente timido e può anche essere addomesticato, ma è generalmente riservato e difficile da localizzare. Vive da solo, in coppie, od occasionalmente in gruppi familiari di tre o quattro individui.

## Biologia

### Alimentazione
Si nutre quasi interamente di chiocciole terricole e arboricole, ma occasionalmente cattura anche rane, salamandre, lucertole, uccelli, grossi insetti (bruchi compresi) e ragni. Preleva molte chiocciole dai tronchi e dai rami degli alberi. Spesso scende sul terreno da un posatoio per catturare chiocciole terricole o altre prede, e può anche restare sospeso a mezz'aria, per poi planare giù in picchiata e afferrare la preda. I ricercatori hanno scoperto che le dimensioni del becco variano da una parte all'altra dell'areale, in correlazione alle dimensioni delle chiocciole arboricole più frequenti nella regione. Ciononostante, il becco di questo nibbio non è così specializzato come quello del nibbio delle Everglades per estrarre le chiocciole dal guscio. Probabilmente solo di rado si nutre degli esemplari adulti delle grosse chiocciole acquatiche (ad esempio gli Ampullaridi), prede preferite del nibbio delle Everglades, ma talvolta consuma gli esemplari più giovani, che forse trova sui tronchi degli alberi.

### Riproduzione
Il nibbio beccouncinato nidifica più tardi di qualsiasi altra specie di nibbio, probabilmente per adattarsi ai cambiamenti stagionali dell'abbondanza di prede, e le uova si schiudono agli inizi della stagione delle piogge, quando le chiocciole sono più abbondanti. Il nido è una piattaforma a coppa notevolmente fragile, priva di imbottitura e costituita da piccoli rametti, posizionata alla biforcazione di un albero o su un ramo orizzontale, talmente rozza che osservandola da sotto spesso si possono vedere le uova e i pulcini. Ogni covata è formata da 1-3 uova (più spesso 2), color bianco sporco con macchioline color marrone cioccolato, di 45,4 × 36,0 mm di dimensione media. La cova si protrae per 34-35 giorni in Guatemala e per 38 o 39 giorni in Argentina. Entrambi i genitori collaborano nella costruzione del nido, nell'incubazione delle uova e nella nutrizione dei pulcini. In un nido osservato in Suriname uno dei due pulcini era molto più grande dell'altro, che non sopravvisse, il che lascia pensare che nella specie siano presenti casi di cainismo.

## Tassonomia
Attualmente vengono riconosciute 2 sottospecie di nibbio beccouncinato:
- C. u. uncinatus (Temminck, 1822) (da USA meridionali e Messico ad Argentina settentrionale);
- C. u. mirus Friedmann, 1934 (Grenada).